# Графиня де Монсоро (телесеріал)
«Графи́ня де Монсоро́» — російсько-український художній телесеріал з 26 серій, екранізація роману Александра Дюма-батька «Графиня де Монсоро» українського режисера Володимира Попкова. Робота над серіалом почалася в 1995 році. Прем'єра відбулася 5 січня 1998 року.

## Сюжет
Фільм розповідає історію кохання красуні Діани і самовідданого графа де Бюссі на тлі історичних подій у Франції епохи релігійних воєн між католиками та гугенотами. На чолі гугенотів — Генріх Наваррський. Католиків очолює войовнича родина герцогів де Ґізів. Король Генріх III, зніжений любитель розкоші і розваг, не здатний керувати країною. Він оточив себе фаворитами («міньйонами»), на яких розтрачує скарбницю. Проти короля інтригує його молодший брат, герцог Анжуйський, який мріє зайняти трон, бо у Генріха немає дітей. Між дворянами Генріха та наближеними Анжуйського, до яких відноситься і Бюссі, відбуваються постійні сутички. Про корону Франції мріють і Ґізи, які плетуть змову з метою повалити Генріха і насильно відправити його в монастир. Лише завдяки своєму вірному блазню Шико — гасконському дворянину, ображеному одним з Ґізів — Генріху, останнього французького короля з династії Валуа, вдається поки зберегти життя, свободу і трон.

## В ролях
- Габріелла Маріані —  Діана де Мерідор, графиня де Монсоро  (озвучила Світлана Рябова)
- Олександр Домогаров —  граф Луї де Клермон де Бюссі д'Амбуаз
- Юрій Бєляєв —  граф Бріан де Монсоро, головний ловчий Франції
- Євген Дворжецький —  Генріх III, король Франції
- Олексій Горбунов —  Шико
- Кирило Козаков — Франсуа, герцог Анжуйський
- Катерина Васильєва —  Катерина Медічі, королева-мати
- Юрій Яковлєв —  барон де Мерідор
- Володимир Долинський —  Горанфло
- Олег Ісаєв —  Ремі
- Вадим Вільський — Жером
- Нонна Гришаєва —  Гертруда
- Лев Дуров —  метр Бернуйе
- Дмитро Мар'янов — де Сен-Люк (озвучив Олексій Іващенко)
- Сергій Виноградов —  граф де Келюс
- Катерина Стриженова —  Жанна де Сен-Люк де Коссе-Бріссак
- Леван Мсхіладзе —  Можірон
- Михайло Шевчук —  Шомберг
- Тимофій Федоров —  д'Епернон
- Дмитро Пєвцов —  Генрих Наваррський
- В'ячеслав Гришечкін —  Ніколя Давид
- Ірина Ліванова —  Луїза Лотаринзька, королева Франції
- Борис Клюєв —  Генріх, герцог де Гіз
- Гоша Куценко (в титрах — Юрій Куценко) — Клод де Шеврез
- Олена Амінова —  герцогиня де Монпансьє
- Рафаель Котанджян —  герцог Майеннський
- Євген Стичкін —  Орвіль
- Олександр Пашутін —  Оріль
- Борис Іванов —  маршал де Бріссак
- Анна Дубровська —  Габріель де Торін'ї
- Євген Герчаков —  метр Бономе
- Ігор Ліванов —  д'Антраге
- Сергій Варчук —  де Рібейрак
- Ігор Каюков —  Ліваро
- Альберт Буров —  абат Фулон
- Вадим Вильский —  Жером
- Олена Казакова —  Марікіта
- Олег Марусєв —  Крийон
- Ерванд Арзуманян —  начальник охорони Анжера
- Ігор Мужжухін —  конюх
- Костянтин Ситников —  Агріппа д'Обіньє, наближений Генріха Наваррського

## Знімальна група
- Режисер-постановник: Володимир Попков
- Автор сценарію: Олена Караваєшнікова
- Оператор-постановник: Павло Небера
- Художники-постановники: Юшин Віктор Іванович, Михайло Ніжинський
- Художники по костюмах: Наталія Полях, Любов Зайцева
- Художники по гриму: Ізабелла Байкова
- Композитор: Олег Ківа
- Хореограф: Інга Вороніна
- Звукорежисер: Марина Нігматуліна
- Монтаж: Лідія Миліоті
- Відеомонтаж: Світлана Іванова
- Продюсер: Сергій Жигунов

## Технічні дані
- Формат зображення: 4:3 (1,33:1)
- Звукові доріжки: Dolby Digital 2.0

## DVD-видання
- 9 × DVD-5 — перша випущена ліцензія
- 4 × DVD-9 і 1 × DVD-5 — студія «Шанс» (1997), кіностудія «Пелікан» (1998), «Мега» (2005), «Фабрика кіно» (2006)
- 9 × DVD-9 — «Lizard Cinema Trade» (2006; подарункове видання)
- 2 × DVD-9 — «Lizard Cinema Trade» (2007)

Дані видання відрізняються лише величиною стиснення. Є думка, що за основу було взято реліз 9 × DVD-5, бо у всіх наступних релізах відсутні одні і ті ж сцени. Відповідно, у видання від Лізард в подарунковому випуску (9 × DVD-9) ступінь стиснення штучно занижений (якість картинки не відрізняється від видання 9 × DVD-5), а на виданні 2 × DVD-9 — завищена (якість картинки помітно гірше).
Всі зазначені DVD-версії коротші телевізійної. У них відсутні такі сцени:
 Серія 21. Діалог короля та Шико (починаючи з 37 хвилини тривалістю 2,5 хвилини):
```
 Шико  : «Ну, що ж, метр Бономе... Бог у поміч. Прощайте...»
```

 Кінець сцени в DVD-версії
 Пропущений фрагмент: 
```
 Король: «Де гонець, якого я посилав до Келюса?»
 Слуга : «Він ще не повернувся.» 
 Король: «Так пошліть іншого!»
 Шико  : «Сину мій! Ти когось шукаєш?»
 Король: «Шико! Друг мій! Ти знаєш, що з ними?» 
 Шико  : «З ким?»
 Король: «З моїми друзями!»
 Шико  : «А! По-моєму, в цю хвилину вони лежать пластом.»
 Король: «Убиті?»
 Шико  : «Давай щось перекусимо. А?»
 Король: «Я тебе питаю, убиті?»
 Шико  : «Та ні. Вони, по-моєму, смертельно...»
 Король: «Поранені? І в цей час ти можеш бути таким спокійним!»
 Шико  : «Смертельно, але не поранені... а п'яні.»
 Король: «Фу! Як ти мене перелякав... П'яні? Цього не може бути. Ти обмовляєш на цих гідних людей!»
 Шико  : «Зовсім навпаки. Я їх хвалю.»
 Король: «Я прошу тебе, будь хоч іноді трохи серйозніше. Ти ж знаєш, що вони пішли разом з цим скаженим Бюссі...»
 Шико  : "Чорт візьми. Ну, звичайно, знаю." 
 Король: «Ну! І чим... це все закінчилося?..»
 Шико  : «Скінчилося так, як я тобі сказав. Вони смертельно п'яні... або близькі до того. Бюссі їх згуртовує. Це дуже небезпечна людина!»
 Король: «Ну! Далі? Розказуй!»
 Шико  : «Смерть Христова! Я ж тобі кажу: Бюссі частує обідом твоїх друзів. Тебе влаштовує?»
 Король: «Бюссі?.. Пригощає їх обідом?..»
```

Початок сцени у DVD-версії:
```
 Король: «...Цього не може бути! Вони закляті вороги!»
 Шико  : «От якби вони були друзями, їм нічого було б напиватися разом.»
```

Серія 26. Поєдинок Келюса і Антраге (починаючи з 35 хвилини):
```
 Антраге: «Може, досить? Пане де Келюс?..»
 Келюс : «Ні. Я готовий продовжувати!..»
```

Кінець сцени в DVD-версії
 Пропущений фрагмент: 
```
 Антраге: «Пане де Келюс! Нас залишилося двоє.»
 Келюс  : «На Жаль.»
 Антраге: «Ви хоробра людина. Я пропоную вам життя... Здавайтеся.»
 Келюс  : «Чому... я маю здаватися? Хіба я вже лежу на землі?»
 Антраге: «Ні! Але на вас немає живого місця, а я майже неушкоджений!»
 Келюс  : «Але у мене є ще моя шпага...» 
 Антраге: «Зараз у вас її не буде...»
```

Початок сцени в DVD-версії:
```
 Антраге: «...Ви цього хотіли, пане?»
```

## Демонстрація на телебаченні
- РТР (1998—1999)
- ОРТ (1999)
- УТ-2 (1999—2001)
- ТВ Центр (1999, 2001)
- НТВ (2001, 2010)
- ТЕТ
- ICTV
- Ентер-фільм (2013—2015)
- ОТР (Суспільне телебачення Росії) (2016)

## Критика
Серіал був позитивно сприйнятий глядачами і критиками. Особливо відзначалося дбайливе відношення до роману-першоджерела, а також вдалий підбір акторів та історичність костюмів і декорацій. Портал Кінопошук поставив серіалу 9 з 10 можливих зірок. Багато відвідувачів порталу відзначають серіал як кращий з коли-небудь знятих в сучасній Росії.

## Призи та нагороди
- Приз за головну чоловічу роль в телесеріалі (Юрій Бєляєв) — КФ «Сузір'я-97» (1997)
- Другий приз фільму — КФ ігрових телефільмів «Гірське відлуння-99» (Домбай) (1999)
- Номінація на премію «ТЕФІ-99» в категорії «Кращий телесеріал» (1999)

## Відмінності від роману
Фільм знятий фактично максимально близько до першоджерела, за винятком деяких деталей. Так, у сценах зборів лігістів в абатстві Сен-Женев'єв, помазання Франсуа, а також записи городян в Лігу, одну з провідних ролей відіграє Клод де Шеврез. У перших двох сценах він підміняє собою кардинала Людовика Лотарінгського, а в третій — метра Ла Юрєра. У романі цей персонаж взагалі не фігурує, оскільки на момент подій Клод де Шеврез, п'ятий син герцога Генріха Ґіза мав всього рік від роду і в подіях участі не міг жодним чином. Дещо змінений фінал — якщо в романі Александра Дюма лише одним реченням сказано, що Келюс помер через місяць після дуелі, то у фільмі є епізод, де король доглядає за пораненим Келюсом, а фінал залишається відкритим (хоча Шико каже, що «Провидінню було завгодно залишити життя того, кого король любив більше за інших»). В житті Келюс помер через місяць з невеликим після дуелі — нерозумному фавориту захотілося проїхатися на коні; рани відкрилися, і 29 травня він помер.
Побоїще в особняку на вулиці Сент-Антуан, що закінчується смертю Бюссі, також демонструється не зовсім так, як у романі — більш ефектно, «кінематографічно». Сен-Люк, що супроводжує Діану з місця побоїща на прохання Бюссі, за романом був тимчасово затриманий герцогом Анжуйським і його людьми; у фільмі цього немає.